# Lankupiai (Klaipėda)
Lankupiai je ves v západní části Litvy, v Žemaitsku, v Klaipėdském kraji.
Nachází se 4 km na jihozápad od vsi Vilkyčiai, 28 km na jih od Klaipėdy, na hranici okresů Klaipėdského a Šilutė, na západním (pravém) břehu řeky Minije, na soutoku s říčkou Čigonė (levý přítok) a u vyústění Vilémova kanálu (zprava; zde k vyřešení rozdílu úrovně hladin bylo postaveno zdymadlo, které je národní technickou památkou Litvy.
Ve vsi je škola (filiálka priekulské střední školy jménem „Priekulės Ievos Simonaitytės vidurinė mokykla“).